# Kenny Larkin

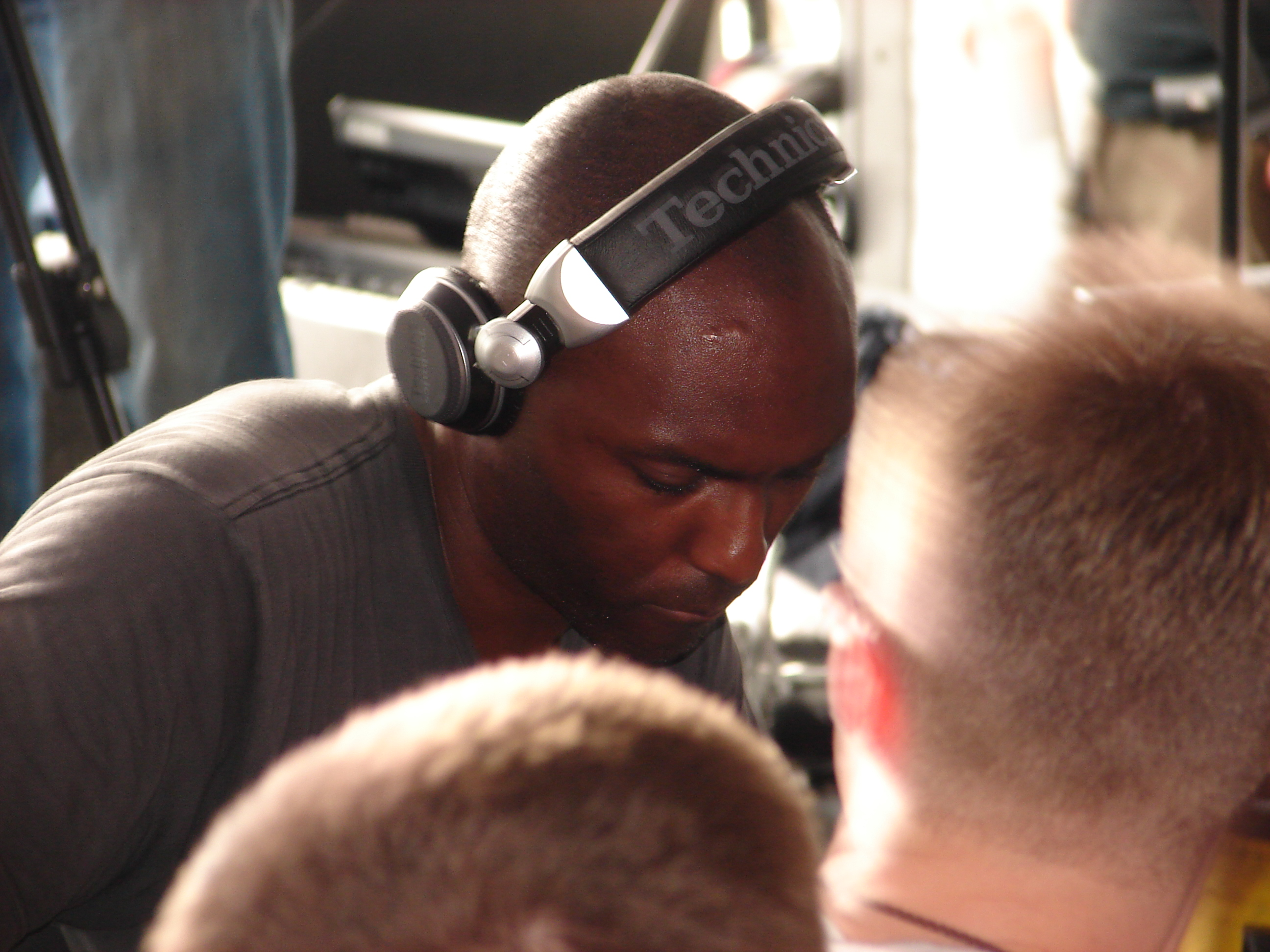
Kenny Larkin - DEMF 07.

Kenny Larkin (alias Dark Comedy) es un productor y DJ de techno estadounidense de Detroit. Aunque influido por la primera generación de detroit techno de los años 80, no pudo participar en la misma al tener que prestar servicio militar. A su regreso, comenzó a publicar música en Plus 8, el sello de Richie Hawtin. Más adelante continuó sacando material en sellos europeos como Warp Records o Buzz Records. Su música ha tenido más éxito en Europa que en EE. UU. 
Ha sido considerado como un productor con una "influencia masiva" en el techno de EE. UU., Gran Bretaña y Alemania.

## Discografía
Kenny Larkin
- We Shall Overcome (12") Plus 8 Records, 1990.
- Integration (12"), Plus 8 Records, 1991.
- Azimuth (LP), Warp Records, 1994.
- Catatonic (12"), R & S Records, 1994
- Chasers / The Shit (12"), Distance, 1995
- Metaphor (LP), R & S Records, 1995.
- Loop 2 (12"), R & S Records, 1996.
- Smile / Life (12"), KMS, 1999.
- Ancient Beats / Seduce Her (12"), Peacefrog Records 2004
- Let Me Think (12"), Peacefrog Records 2004
- Art of Dance (LP), Distance Records, 1998.
- The Narcissist (LP), Peacefrog Records, 2004.
- Dark Comedy Pt 1 (12"), Rush Hour Recordings, 2006
- Dark Comedy Pt 2 (12"), Rush Hour Recordings, 2006
- You Are... (12"), Planet E Records, 2008
- Keys, Strings, Tambourines (LP), Planet E Records, 2008.

Dark Comedy
- Corbomite Maneuver EP (12"), Transmat.
- War Of The Worlds / Without A Sound (12"), Art Of Dance 1992.
- Seven Days (12"), Elypsia 1996.
- Plankton / Clavia's North (12"), Art Of Dance, 1997.
- Seven Days (LP), Elypsia, 1997
- Funkfaker: Music Saves My Soul (12"), Poussez!, 2004.
- Funkfaker: Music Saves My Soul (LP), Poussez!, 2005.
- Good God (12"), Poussez!, 2005.